# غلوفينوسات
الغلوفينوسات (المعروف أيضًا باسم الفوسفينوثريسين وغالبًا ما يُباع كملح الأمونيوم) هو مبيد أعشاب واسع الطيف يحدث بشكل طبيعي ينتج عن عدة أنواع من بكتيريا التربة المتسلسلة. الغلوفوسينات مبيد أعشاب غير انتقائي تلامس مع بعض الإجراءات النظامية. قد تقوم النباتات أيضًا باستقلاب بيالافوس، وهو مبيد أعشاب آخر يحدث بشكل طبيعي، مباشرة في الغلوفوسينات. يثبط المركب بشكل لا رجعة فيه إنزيم الجلوتامين، وهو إنزيم ضروري لإنتاج الجلوتامين ولإزالة سموم الأمونيا، مما يمنحه خصائص مضادة للبكتيريا والفطريات ومبيدات الأعشاب. يؤدي تطبيق الغلوفوسينات على النباتات إلى انخفاض مستويات الجلوتامين وارتفاع مستويات الأمونيا في الأنسجة، مما يؤدي إلى وقف التمثيل الضوئي ويؤدي إلى موت النبات.

## اكتشاف
في الستينيات وأوائل السبعينيات، اكتشف العلماء في جامعة توبنغن وشركة ميجي سيكا كايشا بشكل مستقل أن أنواع البكتيريا المتسلسلة تنتج ثلاثي الببتيد الذي أطلقوا عليه بيالافوس الذي يثبط البكتيريا. يتكون من اثنين من بقايا الألانين وحمض أميني فريد من نوعه وهو نظير للجلوتامات أطلقوا عليه اسم «فوسفينوثريسين».:90 لقد قرروا أن الفوسفينوثريسين يثبط بشكل لا رجعة فيه إنزيم الجلوتامين.:90 تم تصنيع الفوسفينوثريسين لأول مرة من قبل العلماء في هويشت في السبعينيات كمزيج راسيمي. يسمى هذا المزيج الراسيمي بالجلوفوسينات وهو النسخة التجارية المناسبة للمادة الكيميائية::91–92
اكتشف العلماء في أواخر الثمانينيات من القرن الماضي إنزيمات في هذه الأنواع من المتسلسلة التي تعطل نشاط الفوسفينوثريسين الحر بشكل انتقائي. يُطلق على الجين الذي يشفر الإنزيم المعزول من المتسلسلة القؤوبة جين «مقاومة بيالافوس» أو «بار»، والجين الذي يشفر الإنزيم في العقديات فيريدوكروموجينيس كان يسمى «فسفينوثريسين أسيتيل ترانسفيراز» أو «بات».:98

## استخدام
الغلوفوسينات هو مبيد أعشاب واسع الطيف يستخدم للسيطرة على الأعشاب الهامة مثل نباتات مجد الصباح وقنب سيسبانيا (سيسبان ثنائي الأشواك) وعشب بنسلفانيا الذكي (بوليغونوم بنسيلفانيكوم) والمكسرات الصفراء المشابهة للغليفوسات. يتم تطبيقه على النباتات الصغيرة أثناء التطور المبكر لتحقيق الفعالية الكاملة. يباع في تركيبات تحت العلامات التجارية بما في ذلك باستا وريلي وفاينال وتشالينج وليباريتي.
يستخدم الغلوفوسينات عادة في ثلاث حالات كمبيد للأعشاب:
- البخاخات الموجهة لمكافحة الحشائش، بما في ذلك المحاصيل المعدلة وراثيًا.
- تستخدم لتجفيف المحاصيل لتسهيل الحصاد.[5]

أظهرت الغلوفوسينات أيضًا أنها توفر بعض الحماية ضد الأمراض النباتية المختلفة، حيث يعمل أيضًا على قتل الفطريات والبكتيريا عند ملامستها.

### محاصيل معدلة جينيًا
تم إنشاء المحاصيل المعدلة وراثيًا المقاومة للجلوفوسينات عن طريق الهندسة الوراثية للجينات الشريطية أو الجينات من العقدية في بذور المحاصيل ذات الصلة.
:98 في عام 1995، تم طرح أول محصول مقاوم للغلوفوسينات، وهو الكانولا، في الأسواق، وتبعه الذرة في عام 1997، والقطن في عام 2004، وفول الصويا في عام 2011.

## طريقة العمل
فوسفينوثريسين هو أحد مثبطات إنزيم الجلوتامين الذي يرتبط بموقع الغلوتامات. تموت النباتات المعالجة بالجلوفوسينات بسبب تراكم الأمونيا في تجويف الثايلاكويد، مما يؤدي إلى فك اقتران الفسفرة الضوئية. يؤدي فك اقتران الفسفرة الضوئية إلى إنتاج أنواع الأكسجين التفاعلية، وبيروكسيد الدهون، وتدمير الغشاء.
يمكن الكشف عن المستويات المرتفعة من الأمونيا في غضون ساعة واحدة بعد تطبيق الفوسفينوثريسين.

## تسمم

### التعرض للإنسان في الأطعمة
نظرًا لأن الغلوفوسينات غالبًا ما يستخدم كمجفف قبل الحصاد، يمكن أيضًا العثور على المخلفات في الأطعمة التي يأكلها الإنسان. وتشمل هذه الأطعمة البطاطس والبازلاء والفول والذرة والقمح والشعير. بالإضافة إلى ذلك، يمكن أن تنتقل المادة الكيميائية إلى البشر من خلال الحيوانات التي تتغذى على القش الملوث. تم العثور على الدقيق المعالج من حبوب القمح التي تحتوي على آثار من الجلوفوسينات للاحتفاظ بنسبة 10-100% من بقايا المواد الكيميائية.
كما أن مبيدات الأعشاب مقاومة. وجد أنه منتشر في السبانخ والفجل والقمح والجزر التي تم زراعتها بعد 120 يومًا من معالجة مبيدات الأعشاب. يمكن أيضًا ملاحظة طبيعتها الثابتة من خلال نصف عمرها الذي يتراوح من 3 إلى 70 يومًا اعتمادًا على نوع التربة ومحتوى المادة العضوية. يمكن أن تبقى المخلفات في الطعام المجمد لمدة تصل إلى عامين ولا يمكن تدمير المادة الكيميائية بسهولة عن طريق طهي الطعام في الماء المغلي. تصنف وكالة حماية البيئة المادة الكيميائية على أنها «ثابتة» و«متحركة» بناءً على افتقارها للتحلل وسهولة النقل عبر التربة. كشفت دراسة عن وجود مبيدات الآفات المرتبطة بالأغذية المعدلة وراثيًا المنتشر في النساء المصابات بالحمل وبدون حمل، مما يمهد الطريق لمجال جديد في علم السموم الإنجابية بما في ذلك التسمم الغذائي والرحم المشيمي.

### حدود التعرض
لا توجد حدود للتعرض تم وضعها من قبل إدارة السلامة والصحة المهنية أو المؤتمر الأمريكي لخبراء الصحة الصناعية الحكوميين. أوصت منظمة الصحة العالمية/منظمة الأغذية والزراعة بأن المدخول اليومي المقبول للجلوفوسينات هو 0.02 مجم/كجم. حددت هيئة سلامة الأغذية الأوروبية المدخول اليومي المقبول بمقدار 0.021 مجم/كجم. تبلغ الجرعة المرجعية الحادة للنساء الإنجاب 0.021 مجم/كجم.

## اللائحة
غلوفوسينات هو مادة كيميائية مسجلة لدى وكالة حماية البيئة الأمريكية. وهي أيضًا مادة كيميائية مسجلة في ولاية كاليفورنيا. وهي ليست محظورة في الدولة وهي ليست مبيد آفات PIC. لا توجد حدود تعرض محددة من قبل إدارة السلامة والصحة المهنية أو المؤتمر الأمريكي لخبراء حفظ الصحة الصناعية الحكوميين.
تم تسجيل الغلوفوسينات لاستخدامه كمبيد للأعشاب في أوروبا، تمت مراجعته آخر مرة في عام 2007 وكان من المقرر أن ينتهي هذا التسجيل في عام 2018. تم سحبه من السوق الفرنسية منذ 24 أكتوبر 2017 من قبل الوكالة الوطنية للأمن الصحي، البيئة والعمل بسبب تصنيفه على أنه مادة كيميائية محتملة التسمم (R1b).

## روابط خارجية
- موقع BASF لمحاصيل ليبرتي لينك
- "Basta technical guide" (PDF). مؤرشف من الأصل (PDF) في 2019-09-02. {{استشهاد ويب}}: |archive-date= / |archive-url= timestamp mismatch (مساعدة)